# Dugny-sur-Meuse
Dugny-sur-Meuse is een gemeente in het Franse departement Meuse in de regio Grand Est en het arrondissement Verdun. De gemeente telde 1.262 inwoners op 1 januari 2022.

## Geschiedenis
De gemeente maakte tot 2015 deel uit van het kanton Verdun-Centre. Toen het kanton op 22 maart 2015 de kantons van Verdun werden gereorganiseerd werd Dugny-sur-Meuse opgenomen in het kanton Verdun-2.

## Geografie
De oppervlakte van Dugny-sur-Meuse bedraagt 19,25 vierkante kilometer; Op 1 januari 2022 was de bevolkingsdichtheid 65,6 inwoners per km².

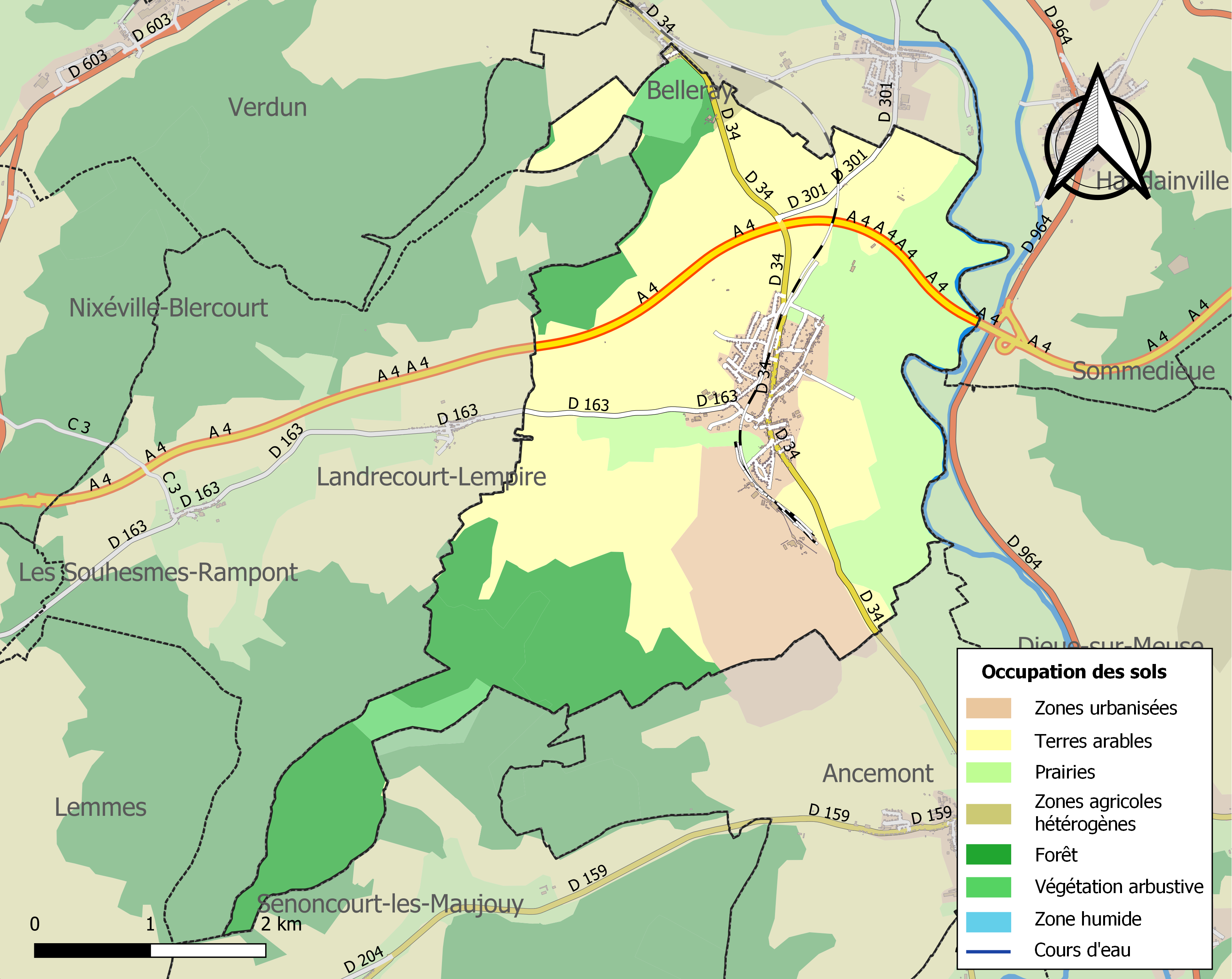
Kaart van de gemeente met de belangrijkste infrastructuur, bodemgebruik en omliggende gemeenten

## Demografie
Onderstaande figuur toont het verloop van het inwonertal.